# Anna Swenonis
Anna Swenonis född Anna Svensdotter okänt år, död 31 juli 1527 i Vadstena, var en svensk nunna och bokmålare. Hon bedöms ha varit skrivaren av stora delar av handskrifterna AM 422 och Ups C 475. 
Hon är känd från arkivaliska handlingar som en nunna vid Vadstena kloster 1478 och att hon under några år var priorinna vid klostret.  
Hon är troligen upphovsman till en illuminerad bok från omkring 1501–1527 som är en avskrift av Ingegerd Ambjörnsdotters bönbok som numera förvaras vid Kungliga biblioteket i Stockholm. Den är bland annat smyckad med en bild av Jungfru Maria i en stil som påminner om Kapitelsalsmålarens målningar i klostret.